# Мнимое время
Мнимое время — это понятие в квантовой механике, используемое в сочетании квантовой механики и статистической физики.
Мнимое время трудно визуализировать. Если мы представим себе «реальное время» в виде линии, проходящей между «прошлым» и «будущим», то ось мнимого времени будет проходить перпендикулярно этой линии, совершенно так же, как ось мнимых чисел проходит перпендикулярно оси вещественных чисел в теории комплексных чисел. Следует отметить, что слова «мнимый» и «реальный» не стоит трактовать в их обычном, бытовом смысле: эти слова означают лишь реальную (вещественную) и мнимую часть числа и никак не связаны с существованием объекта.

## В квантовой механике
В квантовой механике мнимое время {\displaystyle \tau } получается из реального времени {\displaystyle t} через так называемый поворот Вика в комплексной плоскости на {\displaystyle \pi /2}: {\displaystyle \tau =it.} Можно показать, что при конечной температуре {\displaystyle T} функция Грина будет периодической по мнимому времени с периодом {\displaystyle 2\beta ={\cfrac {2}{T}}.} Поэтому преобразования Фурье содержат только дискретный набор частот, который называется набором мацубаровских частот.

## В космологии
Может быть, следовало бы заключить, что так называемое мнимое время — это на самом деле есть время реальное, а то, что мы называем реальным временем, — просто плод нашего воображения. В действительном времени у Вселенной есть начало и конец, отвечающие сингулярностям, которые образуют границу пространства-времени и в которых нарушаются законы науки. В мнимом же времени нет ни сингулярностей, ни границ. Так что, быть может, именно то, что мы называем мнимым временем, на самом деле более фундаментально, а то, что мы называем временем реальным, — это некое субъективное представление, возникшее у нас при попытках описать, какой мы видим Вселенную. Поэтому не имеет смысла спрашивать, что же реально — действительное время или время мнимое? Важно лишь, какое из них более подходит для описания.Стивен Хокинг — Краткая история времени
Понятие мнимого времени так же используется в космологии для описания модели Вселенной. Стоит отметить, что Стивен Хокинг популяризировал идею мнимого времени в своих книгах, например, в «Краткой истории времени» или в «Чёрные дыры и молодые вселенные».
В космологии мнимое время помогает «сгладить» гравитационные сингулярности, что устраняет целый ряд проблем, так как в сингулярностях обычные законы нашего пространства не выполняются. Но при использовании мнимого времени можно избежать этих сингулярностей, сделав их обычной точкой пространства.